# Karl-Heinz Kurras
Karl-Heinz Kurras (Barten, 1927. december 1. – Berlin, 2014. december 16.) nyugat-berlini rendőrtiszt volt, aki 1967. június 2-án agyonlőtt egy baloldali tüntetőt, ami a szélsőbaloldali terrorizmus egyik kiváltó momentuma lett. Gudrun Ensslin, a Vörös Hadsereg Frakció egyik vezetője például azt mondta: „A fasiszta állam mindannyiunkat meg akar ölni. Az erőszakra az erőszak az egyetlen válasz.” A rendszerváltozás után kiderült, hogy Kurras együttműködött a keletnémet titkosszolgálattal, a Stasival.

## A  Benno Ohnesorg-gyilkosság
Kurrast első és másodfokon felmentették, és ezzel a radikalizálódó nyugatnémet marxisták egyik leggyűlöltebb célpontjává vált. Egy 2007-es interjúban megvédte egykori fegyverhasználatát, azt állítva, Benno Ohnesorg megtámadta. Egy 2012-es nyomozás arra az eredményre jutott, hogy a fegyverhasználat szándékos volt, de az önvédelmi helyzet nem állt fenn. A korabeli felvételek és fényképek elemzése szerint az igazságot Kurras kollégái és felettesei eltitkolták, valamint rákényszerítették a halott tüntető boncolását végző egészségügyi stábot jelentése meghamisítására.
Karl-Heinz Kurras 1971-ben ismét csatlakozott a rendőrséghez, és hamarosan detektív főfelügyelő lett. 1987-ben ment nyugdíjba.

## Együttműködés a kommunistákkal
Kurras 1955-ben kereste meg a keletnémet kommunistákat, hogy dezertálni szeretne. Rábeszélték, hogy maradjon Nyugat-Berlinben, és adjon információkat a Stasinak a városi rendőrségről. Titokban belépett a keletnémet állampártba, a Szocialista Egység Pártjába. Ez 2009-ben derült ki. A rendelkezésre álló információk szerint a gyilkosság és a keletnémeteknek végzett kémkedés között nem találtak kapcsolatot.